# Mancomunidad "Castelló Nord"

La Mancomunidad "Castelló Nord regroupe 6 communes espagnoles, 5 d'entre elles appartenant à la comarque du Baix Maestrat, Province de Castellón. Catí appartient à l'Alt Maestrat.
| Nom                      | Population (2021) | Superficie |
| ------------------------ | ----------------- | ---------- |
| Catí                     | 714               | 107,03     |
| Cervera del Maestre      | 577               | 93,24      |
| Salsadella La Salzadella | 683               | 49,92      |
| San Jorge Sant Jordi     | 1 063             | 36,49      |
| San Mateo Sant Mateu     | 1 968             | 64,62      |
| Xert Chert               | 686               | 82,51      |
| Total                    | 5 686             | 369,46     |

Ses compétences concernent les Services sociaux et plus généralement tous les services que l'État, la Communauté Autonome, la Diputación Provincial ou d'autres entités de caractère territorial peuvent déléguer à la mancomunidad,